# Fontenay (Indre)
Fontenay is een gemeente in het Franse departement Indre (regio Centre-Val de Loire) en telt 79 inwoners (2009). De plaats maakt deel uit van het arrondissement Issoudun.

## Geografie
De oppervlakte van Fontenay bedraagt 13,1 km², de bevolkingsdichtheid is dus 6 inwoners per km².
De onderstaande kaart toont de ligging van Fontenay (Indre) met de belangrijkste infrastructuur en aangrenzende gemeenten.

## Demografie
Onderstaande figuur toont het verloop van het inwonertal (bron: INSEE-tellingen).